# Saga Boats

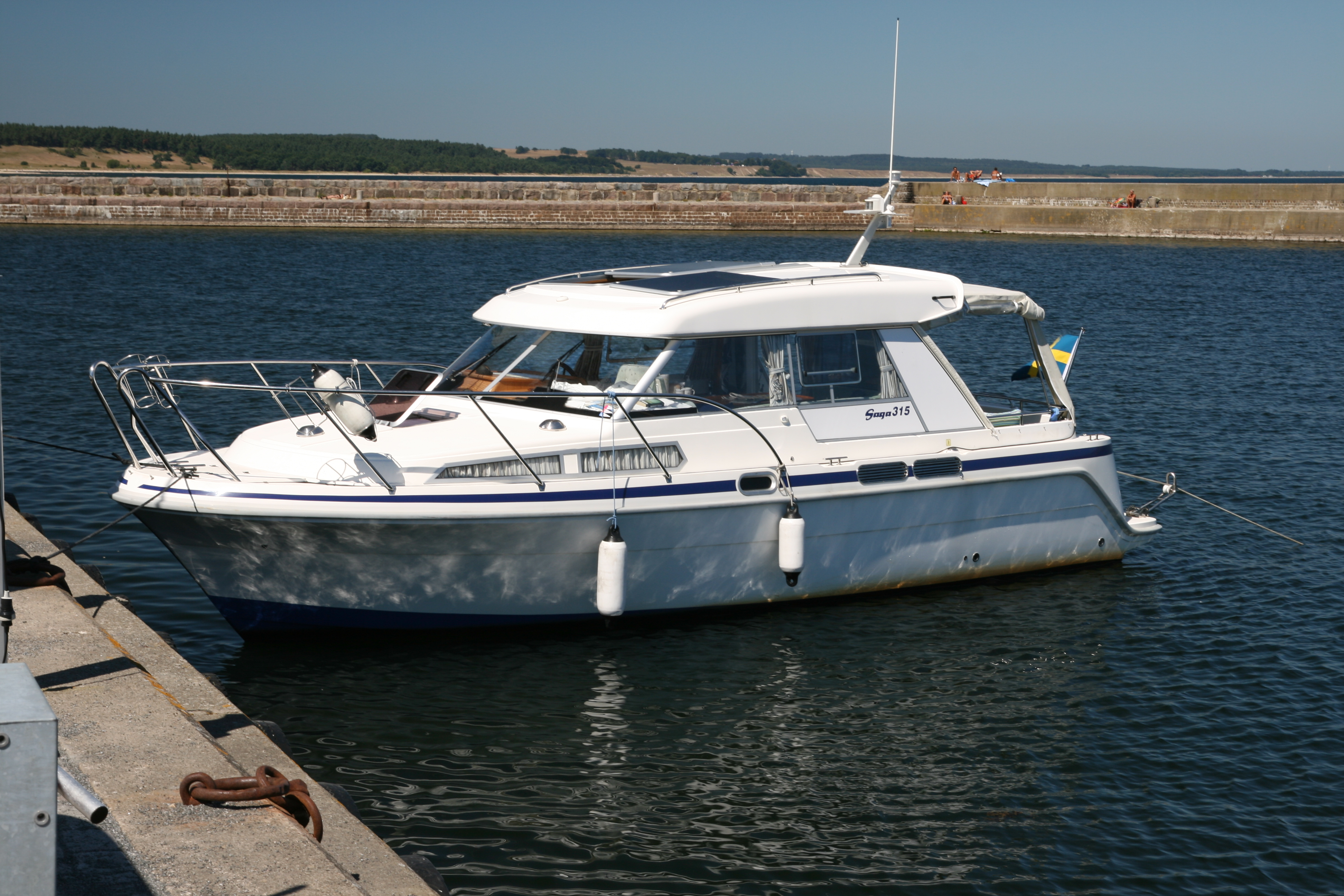
Saga 315

Saga Boats AS är en norsk tillverkare av fritidsbåtar, som grundades 1960. Företaget har sitt säte i Selje.

## Historik
Selje Bruk AS grundades i Sejle 1960 av bröderna Wald Drageseth (född 1920) och Asbjørn Drageseth (född 1930), för att bygga fritidsbåtar i glasfiber. Bröderna hade redan 1946 grundat Sejle Skjortefabrikk och utökade nu sin verksamhet med båttillverkning. År 1961 byggdes en fabriksanläggning och 50 personer anställdes. År 1973 tillverkades 1500 båtar av de då 105 anställda. År 1976 hade de 120 anställda och en årsomsättning på 30 miljoner NOK. År 1976 lämnade Wald Drageseth företaget och ägandet övertogs helt av Asbjørn Drageseth och hans familj. Wald Drageseth hade 1975 påbörjat egen tillverkning av plastbåtar i sitt nya företag Sejle Plastindustri AS. I början av 1980-talet sjönk försäljningen av fritidsbåtar och 1982 gick Sejle Bruk AS i konkurs.
År 1983 bildades Saga Boats AS av Asbjørn Drageseth med familj för att fortsätta båttillverkningen i mindre skala. Företaget bytte senare namn till Saga Trading AS men 2001 återtogs namnet Saga Boats AS. 

## Modeller
- Saga 20
- Saga 24
- Saga 27
- Saga 310
- Saga 315
- Saga 320 HT
- Saga 320 SunTop
- Saga 325
- Saga 365
- Saga 385
- Saga 415